# Сын (фильм, 1987)
«Сын» — советский двухсерийный телевизионный фильм 1987 года.

## Сюжет
Ваня Погорелов учится в обычной провинциальной школе и сверстники не раз уже насмехались над его увлечением — он всё свободное время занимается рисованием. Ему помогает советами и наставлениями местный художник Костючко, человек чудаковатый, но честный и талантливый. Ванин отец верит в сына, он тоже понимает, что в жизни есть место искусству. Однажды в их городок приезжают тележурналисты снимать репортаж о сельской жизни, и режиссёр группы замечает талант мальчика. Вернувшись в Москву, он показывает рисунки Ивана своему знакомому, преподавателю художественной школы и тот соглашается, что мальчишке нужно серьёзно учиться. Приглашение в столичную спецшколу для одарённых художников становится сюрпризом для всей семьи, отец настаивает, чтоб Ваня поехал и постарался раскрыть свой талант.
Пока Ваня осваивается в Москве, его отец разрабатывает агрегат для уборки свёклы, за что удостаивается награды и едет для получения в Москву. Но так случается, что отец Ивана сталкивается с равнодушием к своему изобретению, которым гордился и искренне верил в его нужность и важность, — на деле оказывается, что награда и хвалебные слова не что иное, как обычная показуха. У отца наступает некий перелом в душе, он осознаёт, что его жизненные принципы и идеалы никому не нужны и не интересны. Встреча с сыном в Москве расставляет в их жизни всё по местам. Мальчик понимает, что отец может «сломаться», что он может потерять интерес к жизни, к изобретательству, ко всему тому, чем жил и горел. Иван осознаёт, что не может оставить отца в таком состоянии, что кроме него никто не поддержит его в достаточной степени. И мальчик принимает ответственное и трудное для себя решение — он отказывается от учёбы в московской школе, возвращается домой, понимая, что должен быть рядом с отцом, что это и есть для него сейчас самое главное.

## В ролях
| Актёр                    | Роль                             |
| ------------------------ | -------------------------------- |
| Станислав Филатов        | Ваня Погорелов                   |
| Валерий Золотухин        | отец Вани Матвей Погорелов       |
| Николай Волков (младший) | художник Константин Костючко     |
| Ян Хвилер                | Витя                             |
| Вацлав Дворжецкий        | коллекционер Павел Кондратьевич  |
| Валерий Носик            | директор клуба                   |
| Наталья Назарова         | мать Вани Елизавета Петровна     |
| Пётр Щербаков            | директор школы Лазарь Дмитриевич |
| Владислав Галкин         | хулиган                          |
| Любовь Стриженова        | тётя Оля                         |
| Наталия Потапова         | буфетчица Светочка               |
| Лилия Гриценко           | эпизод                           |
| Тамара Шакирова          | эпизод                           |
| Клавдия Козлёнкова       | уборщица в музее (нет в титрах)  |

## Съёмочная группа
- Режиссёр — Николай Субботин
- Сценарист — Алексей Тимм
- Операторы — Владимир Брусин, Валентин Халтурин
- Художник — Валентина Брусина
- Композитор — Анатолий Киселёв
- Звукооператор — Серафим Сычёв